# Odontophrynidae
Odontophrynidae — родина жаб. Включає 52 види у трьох родах. Поширені у Південній Америці.

## Систематика
Таксон створений у 1969 році як триба Odontophrynini в рамках (на той час) дуже великої родини Leptodactylidae. Молекулярно-філогенетичний аналіз підштовхнув перехід цієї групи до Cycloramphidae у 2006 році, перш ніж вони стали визнані власною родиною Odontophrynidae у 2011 році.

## Роди
- Macrogenioglottus Carvalho, 1946
- Odontophrynus Reinhardt and Lütken, 1862
- Proceratophrys Miranda-Ribeiro, 1920